# Don Juan (film, 2002)
Don Juan  är en svensk TV-film från 2002 regisserad av Stein Winge. 

## Om filmen
Filmen premiärvisades 1 november 2002 på SVT1. Kungliga Hovkapellet och Operakören dirigerades av Frank Beermann

## Rollista i urval
- Olle Persson  - Don Juan
- Gunnel Bohman -  Donna Anna
- Lena Hoel    -  Donna Elvira
- Klas Hedlund    -   Don Ottavio
- Lennart Forssén   -   Kommendören (Donna Annas far)
- Susann Végh    -   Zerlina
- Johan Edholm   -  Masetto
- Ketil Hugaas    -    Leporello